# Kraft
Kraft ist ein grundlegender Begriff in der Physik. In der klassischen Physik versteht man darunter eine Einwirkung auf einen Körper, die ihn beschleunigt, das heißt seine Geschwindigkeit vergrößert, verringert, deren Richtung ändert oder die ihn verformt. Kräfte sind erforderlich, um Arbeit zu verrichten, wobei sich die Energie eines Körpers oder eines physikalischen Systems ändert.
Kräfte sind gerichtete physikalische Größen, die durch Vektoren dargestellt werden können. Für zwei Kräfte, die am gleichen Punkt angreifen, gilt: Wenn sie entgegengesetzt und gleich stark sind, heben sie sich auf (Kräftegleichgewicht). Andernfalls gilt, dass sie zu einer resultierenden Kraft zusammengefasst werden können, die mithilfe eines Kräfteparallelogramms ermittelt wird. Kräfte haben verschiedene Ursachen oder Wirkungen und werden teilweise nach ihnen benannt, etwa die Reibungskraft, die Zentripetalkraft und die Gewichtskraft. Manche Arten von Kräften wurden auch nach Personen benannt, die wesentlich an ihrer Erforschung mitgewirkt haben, wie die Corioliskraft, die Coulombkraft oder die Lorentzkraft.
Die SI-Maßeinheit der Kraft ist das Newton. Das Formelzeichen der Kraft ist meist {\displaystyle F} (von lat. fortitudo oder engl. force) oder selten {\displaystyle K} nach dem deutschen Wortanfang.
Der physikalische Kraftbegriff geht wesentlich auf Isaac Newton zurück, der im 17. Jahrhundert mit den drei newtonschen Gesetzen die Grundlagen der klassischen Mechanik schuf. Dabei definierte er die Kraft als zeitliche Änderung des Impulses und identifizierte sie als Ursache für jede Veränderung des Bewegungszustandes eines Körpers. Außerdem erkannte er, dass jeder Körper, der auf einen anderen eine Kraft ausübt, von diesem eine entgegen gerichtete, gleich große Reaktionskraft erfährt.
Die Bezeichnung Kraft wird in bestimmten Fällen auch im übertragenen Sinn verwendet, gleichbedeutend mit Wechselwirkung und losgelöst von der Darstellung durch einen mechanischen Kraftvektor. Die vier Fundamentalen Wechselwirkungen werden auch als Grundkräfte der Physik bezeichnet. Sie sind Ursache nicht nur aller bekannten Erscheinungsformen der Kräfte, sondern aller in der Physik bekannten Prozesse. Eine der vier Grundkräfte, die Gravitation, wird in der allgemeinen Relativitätstheorie durch die Krümmung der Raumzeit beschrieben. Die drei anderen Grundkräfte werden im Standardmodell der Teilchenphysik durch den Austausch von Eichbosonen erklärt, die häufig auch als Kraftteilchen bezeichnet werden.

## Wort- und Begriffsgeschichte

### Das WortKraft
Das Wort Kraft ist urgermanischen Ursprungs und verband sich mit einer Muskelanspannung.
In der physikalischen Fachsprache ist Kraft (beziehungsweise force) spätestens im 17. Jahrhundert mit dem lateinischen vis gleichgesetzt worden.
Das altgriechische Wort für Kraft, dýnamis (δύναμις), lebt im Namen des physikalischen Teilgebiets Dynamik fort, der Lehre von der Bewegung unter dem Einfluss von Kräften. Es liegt auch der Krafteinheit dyn des CGS-Einheitensystems zugrunde.
Außerhalb der Physik bezeichnet Kraft
- eine körperliche oder geistige Eigenschaft, die einem bestimmten Träger zukommt. Dadurch, dass er diese Kraft hat, ist er zu bestimmten Handlungen befähigt und kann damit bestimmte Wirkungen erzielen. Beispiele sind: Geisteskraft, politische Kraft, kraftvolle Stimme, kraftvolle Sprache etc. Andere Formulierungen wie eine Kraft ausüben, unter der Kraft zusammenbrechen, richten sich mehr auf den Ablauf der Handlung und kommen damit dem physikalischen Fachbegriff näher.
- Seit etwa dem Ende des 18. Jahrhunderts kann Kraft auch die Personen selbst meinen, die die Träger der Kraft sind (Streitkräfte, Arbeitskräfte, Lehrkräfte).
- In der Rechtssprache bedeutet Kraft schon im Althochdeutschen[4] Gültigkeit bzw. Wirksamkeit, was sich nur noch in bestimmten Formeln ausdrückt: in/außer Kraft bleiben/treten/setzen (vgl. Rechtskraft). Durch Verkürzung entstand aus in/durch Kraft die Präposition kraft (stets mit dem Genitiv), wie kraft seines Amtes oder in der Formulierung „… hat das deutsche Volk kraft seiner verfassungsgebenden Gewalt …“ aus der Präambel zum Grundgesetz.

### Die Wurzeln des allgemeinen und des mechanischen Begriffs der Kraft

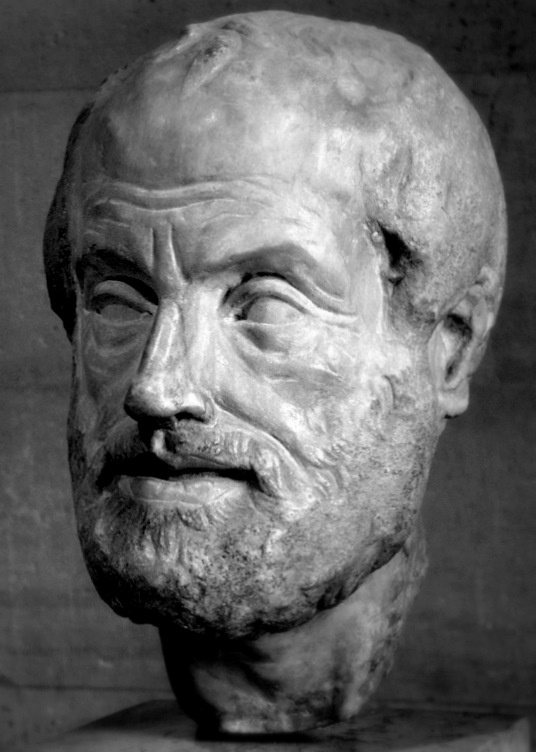
Aristoteles

Der Ursprung des Kraftbegriffs liegt (nach Max Jammer) in der menschlichen Erfahrung, dass eine einmal gefasste Absicht in die Tat umgesetzt werden kann. Damit steht der Kraftbegriff von Anfang an in engster Verbindung zum Kausalprinzip: Das Ausüben der Kraft ist Folge des Entschlusses, die hervorgebrachte Wirkung ist Folge des Einwirkens der Kraft. Ausgehend von den einfachsten Beispielen, wie willentliches Bewegen der Teile des eigenen Körpers oder anderer Gegenstände, werden dann verallgemeinernd alle Vorgänge, die einen unterstellten natürlichen Zustand oder Ablauf der Dinge verändern, auf das Einwirken von Kräften zurückgeführt. Das schließt auch den Fall der Verhinderung eines natürlich ablaufenden Vorgangs ein, etwa wenn das natürliche Herabfallen eines Gegenstands durch Anwendung einer Kraft verhindert werden kann. Für unerklärbare Vorgänge wurden, wahrscheinlich schon seit prähistorischen Zeiten, jeweils bestimmte Kräfte verantwortlich gemacht. Sie wurden herbeigesehnt oder gefürchtet, und teils in Gestalt von Göttern der verschiedensten Rangstufen personifiziert, angerufen und verehrt.
Physikalische Kräfte im engeren mechanischen Sinne wurden seit der Antike im Zusammenhang mit Problemen von Ruhe und Bewegung der Körper diskutiert. Die Statik behandelte die Frage, welche Kräfte anzuwenden sind, um einen Körper in Ruhe (oder im Gleichgewicht) zu halten. Schon in der Antike entdeckte Archimedes hierzu das Archimedische Prinzip als Gesetz des hydrostatischen Auftriebs und das Hebelgesetz. Das Gleichgewicht von drei Kräften wurde erst im 16. Jahrhundert von Simon Stevin durch die Bedingung des geschlossenen Kräftedreiecks angegeben. Dies ist zum allgemein bekannten Kräfteparallelogramm äquivalent. Stevin leitete auch als Erster die Gleichgewichtsbedingung auf der schiefen Ebene her. Damit wurden die „vier einfachen Maschinen“ in den Universitätslehrbüchern der Physik bis ins 19. Jahrhundert hinein ausführlich dargestellt.
Für Bewegungen von Körpern war seit Aristoteles die Ansicht vorherrschend, dass eine Kraft nur nötig sei, um einen Körper von seiner natürlichen Form der Bewegung abzubringen, sodass er eine erzwungene Bewegung ausführt. Als natürliche Bewegung galt bei Himmelskörpern die Kreisbahn, bei irdischen Körpern der freie Fall. Eine erzwungene Bewegung, wie der schiefe Wurf oder die Pendelschwingung, endet automatisch, sobald die bewegende Kraft aufhört zu wirken. Die Einwirkung der bewegenden Kraft konnte nicht als Fernwirkung erfolgen, sondern nur auf mechanische Weise, d. h. durch Stoß, Zug oder Reibung bei unmittelbarem Kontakt von zwei Körpern. Beim geworfenen Stein wurde angenommen, dass es die umgebende Luft ist, die ihn weiter vorantreibt. Die Kraft bestimmt auch die Geschwindigkeit des in Bewegung befindlichen Körpers in einer Weise, die später als eine Proportionalität zur bewirkten Geschwindigkeit gedeutet wurde. Eine gleichmäßig einwirkende Kraft wurde als eine rasche Folge unmerklich kleiner Stöße angesehen.
Im Mittelalter entstanden aus der aristotelischen Lehre unterschiedliche Bewegungslehren, die schließlich in der Impetustheorie aufgingen. Demnach wird dem Körper durch einen Stoß oder Wurf zu Beginn der Bewegung ein Impetus mitgegeben, der ihn vorantreibt. Dieser dem Körper eingeprägte und in ihm befindliche Impetus erschlafft mit der Zeit, was durch den Widerstand des Mediums, zum Beispiel Luft, verstärkt wird. So endet auch in der Impetustheorie jede Bewegung automatisch, wenn der Impetus verbraucht ist und der Körper keine Kraft mehr hat. Im Gegensatz zur Sicht von Aristoteles war nun kein fortdauerndes Einwirken des externen Bewegers mehr nötig. Beibehalten wurde aber beispielsweise die Proportionalität von eingeprägtem Impetus und Geschwindigkeit.
Der heutige physikalische Kraftbegriff löste sich davon ab, als in der Renaissance im 16./17. Jahrhundert die Bewegungen von irdischen und himmlischen Körpern durch genauere und messende Beobachtungen erforscht wurden. Dabei stellte sich heraus (u. a. durch Nikolaus Kopernikus, Galileo Galilei, Johannes Kepler), dass diese Bewegungen einfachen Regeln folgen, die von Isaac Newton durch ein gemeinsames Bewegungsgesetz erklärt werden konnten, wenn man einen neuen Kraftbegriff zugrunde legt. Newtons Kraftbegriff, der zur Grundlage der klassischen Mechanik wurde, geht vollständig von der Bewegung aus. Er bestimmt als Maß der eingeprägten Kraft die Abweichung von der reinen Trägheitsbewegung des Körpers, die ihrerseits als geradlinig gleichförmig vorausgesetzt wurde. Damit verlor auch das Gewicht die Eigenschaft einer dem einzelnen Körper innewohnenden Eigenschaft und wurde zu einer eingeprägten Kraft, deren Stärke über die Fallbeschleunigung bestimmt werden konnte. Allerdings benutzt Newton selbst, wie auch seine Nachfolger, noch bis ins 19. Jahrhundert, das Wort Kraft an manchen Textstellen auch in anderem Sinn, seine Trägheitskraft ähnelt z. B. zuweilen dem Impetus.

### Der moderne Begriff der mechanischen Kraft

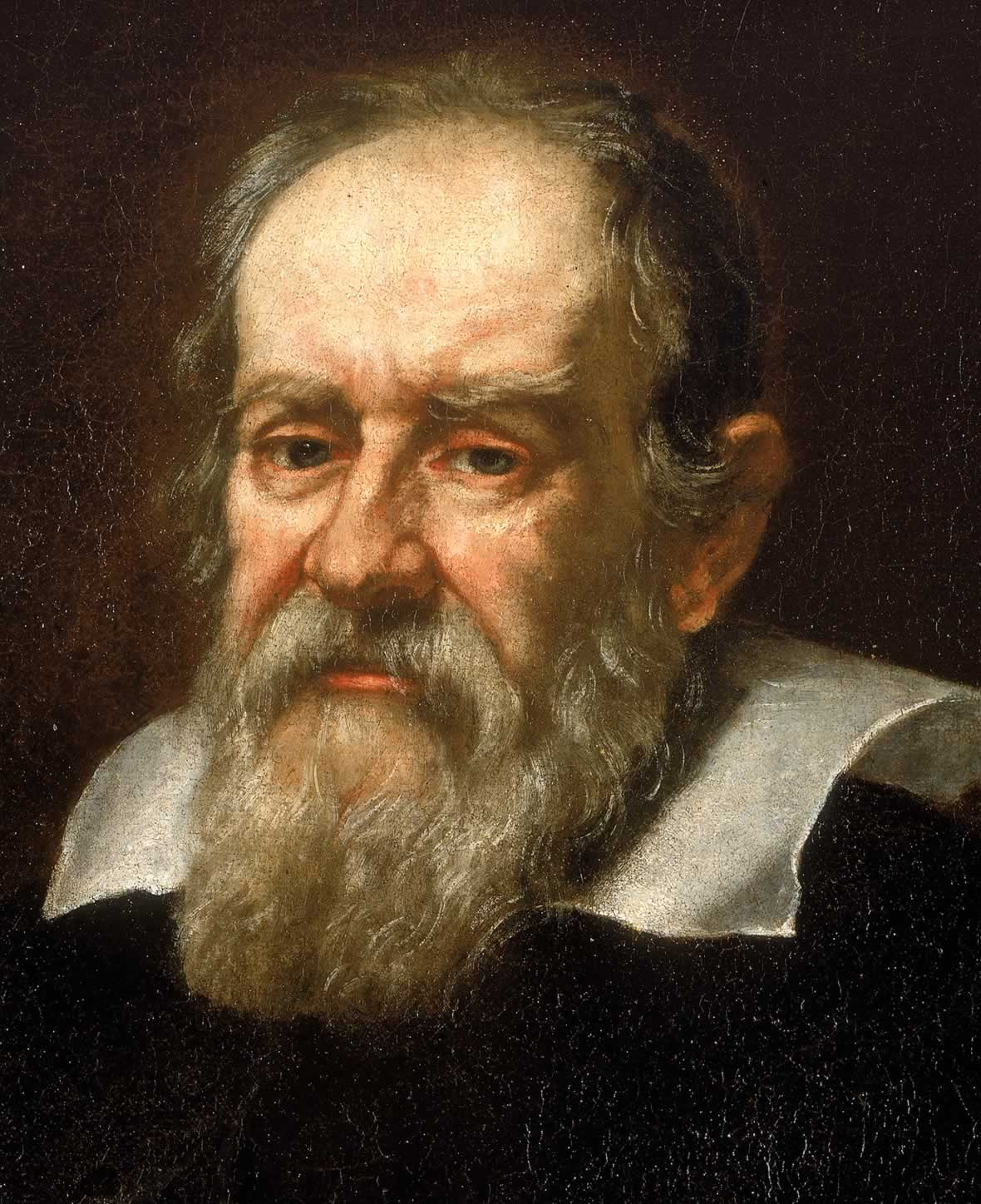
Galileo Galilei

Auch Galilei war von der aristotelischen Tradition geprägt worden, kam aber mit seinem Trägheitsgesetz ihrer Überwindung schon sehr nahe.(S. 209) Er erkannte, dass Ruhe und gleichförmige horizontale Bewegung physikalisch nicht wesensverschieden sind (siehe Galilei-Invarianz). Christiaan Huygens leitete mit dieser Erkenntnis anschließend die Erhaltung des Impulses und damit die Gesetze des Stoßes ab. Diese Gesetze zeigten, dass sich gleichförmige Bewegung und Ruhe nicht dadurch unterscheiden, dass für die bloße Aufrechterhaltung der Bewegung eine eigene Kraft nötig sei, für die Beibehaltung der Ruhe aber nicht. Vielmehr macht erst die Veränderung des jeweiligen Bewegungszustandes eine äußere Einwirkung erforderlich. Diese Einwirkung präzisierte wenig später Isaac Newton in seinen Bewegungsgesetzen. Zunächst legte er (wie vor ihm Descartes) den unbeeinflussten Bewegungszustand als geradlinig gleichförmig fest und definierte in seinem neuen Begriff vis impressa (lat. für eingeprägte Kraft) die Geschwindigkeit, mit der dieser Bewegungszustand sich ändert, als Maß der Kraft. Dieser Kraftbegriff gilt nach weiterer Präzisierung durch Leonhard Euler und Jean-Baptiste le Rond d’Alembert noch, er gehört zu den Grundlagen der klassischen Mechanik. Newton selbst verwendete den Begriff vis impressa allerdings nicht immer nur in diesem Sinne und benutzte das gleiche Wort vis unter anderem auch als vis inertiae für das Bestreben der Körper, ihren Bewegungszustand beizubehalten, also ihre Trägheit.(S. 262)
Daneben wurde das Wort Kraft bis weit ins 19. Jahrhundert auch in anderen physikalischen Bedeutungen benutzt, die ebenfalls nicht durch die newtonsche Definition gedeckt waren, z. B. in der Bedeutung der heutigen Begriffe von Impuls und Energie. Bis sich der moderne Energiebegriff herausgebildet und durchgesetzt hatte, wurde beispielsweise die kinetische Energie mit dem von Gottfried Wilhelm Leibniz geprägten Ausdruck der lebendigen Kraft (vis viva) bezeichnet, der noch im 19. Jahrhundert von Hermann von Helmholtz und Anfang des 20. Jahrhunderts in der technischen Mechanik verwendet wurde. Das setzt sich fort in Worten wie Kraftwerk und Kraftfahrzeug für Maschinen, die Energie bereitstellen.

### Kraftin der Naturlehre und Naturphilosophie
Kraft war neben dem in der newtonschen Mechanik präzisierten Begriff auch einer der allgemeinsten Grundbegriffe der Naturlehre. Die Naturlehre bildete bis in die erste Hälfte des 19. Jahrhunderts das Sammelbecken der beschreibenden Naturwissenschaften und damit auch die empirische Grundlage der Naturphilosophie. Darin galten die Kräfte, die ein Ding besitzt, als die Ursache jeder Veränderung oder Wirkung, die es hervorbringen kann. Die Kräfte eines Dings wurden als Inbegriff seiner Natur gesehen, wobei Natur nach der ursprünglichen Bedeutung des Wortes alles bezeichnete, was nicht künstlich, also durch menschliche Kunst, hervorgebracht sei. So musste in der Naturlehre auch für die reine Ortsveränderung eines Körpers eine Ursache in Gestalt einer ständig einwirkenden Kraft angegeben werden. Im Falle der gleichförmig-geradlinigen Bewegung war das eine dem Körper eigene Trägheitskraft, die nicht mit dem heutigen Begriff einer Trägheitskraft verwechselt werden darf. Eine Beschleunigung oder Richtungsänderung war dann nur durch das gleichzeitige Einwirken einer zusätzlichen zweiten Kraft möglich. Dieser letztlich aus der antiken Philosophie hervorgegangene Kraftbegriff passte zwar gut zu dem Alltagsverständnis, war aber mit der newtonschen Mechanik unvereinbar. Dennoch findet er sich in Deutschland selbst in physikalischen Lehrbüchern bis spät ins 19. Jahrhundert, zweihundert Jahre nach Newton und hundert Jahre nachdem die newtonsche Mechanik sich durch ihre unbestreitbaren Erfolge durchgesetzt und damit zur ersten allseits anerkannten exakten Naturwissenschaft entwickelt hatte.

### Kritik des Begriffs der mechanischen Kraft
Die newtonsche Mechanik und insbesondere ihr Kraftbegriff wurden von Anfang an mit verschiedenen Begründungen kritisiert. Zum einen konnte man damit die Erscheinungen nicht in solcher Weise aus ersten Prinzipien erklären, wie das damals von der Naturphilosophie (und der Philosophie im Allgemeinen) erwartet wurde. Kraft erschien in der newtonschen Mechanik als ein nützlicher, aber lediglich mathematischer Hilfsbegriff zur Analyse und Beschreibung von Bewegungen, der aber die wahren Ursachen eher im Verborgenen lasse. Newton selber hatte dieser Kritik mit dem Satz „Ich mache hierzu keine Hypothesen“ („Hypotheses non fingo“, in seinem Hauptwerk Philosophiae Naturalis Principia Mathematica) vorbeugen wollen. Daneben wurden – teils zu Recht – Unklarheiten im Verhältnis zwischen der beschleunigenden Kraft (vis impressa) und der Trägheitskraft (vis inertiae) kritisiert. In der romantischen Naturphilosophie des deutschen Idealismus (Friedrich Schelling, Georg Friedrich Hegel) mündete diese Kritik Anfang des 19. Jahrhunderts in eine anhaltende, grundsätzliche Ablehnung der modernen Naturwissenschaft in der durch Newton begründeten Art.
Ein zweites Gegenargument bestand darin, dass man mit Newtons Kraftbegriff die Gravitation als eine Fernwirkung aufzufassen hätte, die den absolut leeren Raum durchdringen könnte. Newton selbst verwahrte sich heftig gegen diese Schlussfolgerung, denn sie stand im Gegensatz zur traditionellen Auffassung (z. B. bei Descartes), dass kein Körper dort etwas bewirken könne, wo er sich nicht befinde. Selbst noch bei Leonhard Euler galt die Möglichkeit einer solchen Fernwirkung als eine absurde Annahme.
Weiter wurde im späten 19. Jahrhundert eingewendet (Ernst Mach, Gustav Kirchhoff, Heinrich Hertz), dass der Ursprung des newtonschen Kraftbegriffs im Umfeld des Begriffspaars Ursache-Wirkung liege, das vollständig von der menschlichen Auffassung des Geschehens geprägt sei. Deshalb dürfe der Begriff der Kraft in der Mechanik nicht zu den Grundbegriffen zählen, sondern solle nach Möglichkeit sogar ganz eliminiert werden. Dass dies tatsächlich möglich ist, hatte die Entwicklung der klassischen Mechanik durch (u. a.) Lagrange und Hamilton gezeigt, wonach die Kenntnis der Formeln für die kinetische und potentielle Energie eines mechanischen Systems ausreicht, dessen Bewegungsgleichungen vollständig zu ermitteln. Diesem Weg ist die moderne Quantenmechanik und Quantenfeldtheorie gefolgt. Hier sind Kraft – wenn dieser Begriff im newtonschen Sinn überhaupt noch auftaucht – und selbst die potentielle Energie keine Grundbegriffe, sondern werden unter gewissen, für die klassische Physik charakteristischen Bedingungen als effektive Größen abgeleitet. In der Technischen Mechanik hingegen blieb die zentrale Rolle der Kraft unangefochten.

### Grundkräfte der Physik
Grundlegend für die Herleitung der Kraft als effektive Größe ist in der heutigen Quantenfeldtheorie die Erzeugung und Vernichtung eines Elementarteilchens durch ein anderes aufgrund einer der Fundamentalen Wechselwirkungen. Zu den Bedingungen die dabei eingehalten werden müssen, gehört in jedem Fall die Erhaltung von Gesamtimpuls und Gesamtenergie. Insgesamt kommt das dem früheren Bild, mechanische Kraft sei eine Folge kleiner Stöße, wieder recht nahe. Im erweiterten Sinn des Worts Kraft werden diese fundamentalen Wechselwirkungen, zusammen mit der Gravitation, auch als Grundkräfte der Natur bezeichnet, alle zwischen Körpern bekannten physikalischen Vorgänge können auf sie zurückgeführt werden.

## Messung von Kräften

Kraftmessung mit dem hookeschen Gesetz, hier in der Form

Eine Kraft kann über eine Weg-Zeit-Messung bestimmt werden, wenn sie eine Beschleunigung verursacht. Nach dem zweiten newtonschen Gesetz gilt für Körper mit gleichbleibender Masse {\displaystyle m} und konstanter Beschleunigung {\displaystyle a} der Zusammenhang {\displaystyle {\vec {F}}=m\cdot {\vec {a}}}. Dieser Zusammenhang kann auch aus der abgeleiteten Einheit Newton ({\displaystyle \mathrm {N=kg\cdot {\tfrac {m}{s^{2}}}} }) abgelesen werden. In der Praxis wird oft aus einem bekannten (vorteilhafterweise linearen) Zusammenhang zwischen der wirkenden Kraft und einer leicht zu messenden Größe auf die Kraft geschlossen. Beispiele hierfür sind die Verformung eines elastischen Materials oder die Änderung des elektrischen Widerstands eines Dehnungsmessstreifens.
Eine Kraft kann auf verschiedene Art durch die von ihr verursachte Verformung bestimmt werden. Im Schulunterricht und in einigen einfachen Anwendungen werden Kräfte mit sogenannten Federkraftmessern über die Längenänderung von Schraubenfedern gemessen. Dabei wird das hookesche Gesetz genutzt, dem zufolge die Ausdehnung geeigneter Federn zur ausgeübten Kraft proportional ist: Es gilt {\displaystyle F=D\cdot \Delta l,} wobei {\displaystyle \Delta l} die Längenänderung der Feder und {\displaystyle D} die Federkonstante bezeichnet.
Nutzbar ist auch das Hebelgesetz. Damit kann eine unbekannte Kraft durch den Vergleich mit einer bekannten Kraft, zum Beispiel der Gewichtskraft eines Massestücks bestimmt werden. Im einfachsten Fall wird eine Waage benutzt, deren Anzeige mit Hilfe der bekannten Schwerebeschleunigung {\displaystyle g} in die wirkende Kraft umgerechnet werden kann.
Mit dem Rasterkraftmikroskop sind Kräfte auf eine kleine Blattfeder bis etwa 1 pN nachweisbar. Dies lässt sich für die Untersuchung von Oberflächen nutzen. Kräfte bis in den Bereich von etwa {\displaystyle 5\cdot 10^{-24}\,\mathrm {N} } sind mit Hilfe einzelner ultrakalter Magnesium-Ionen in Paulfallen über die Synchronisation mit einem externen Radiosignal gemessen worden.

## Kraft als vektorielle Größe

### Darstellung von Kräften
Für die Beschreibung einer Kraft ist nicht nur ihr Betrag (also ihre Stärke), sondern auch die Angabe der Richtung notwendig, in der die Kraft wirkt. Solche Größen, festgelegt durch die Angabe von Zahlenwert, Einheit und Richtung, nennt man vektorielle Größen; sie werden gekennzeichnet durch über dem Symbol angebrachte Pfeile. In einem dreidimensionalen kartesischen Koordinatensystem hat ein Kraftvektor drei Komponenten:
{\displaystyle {\vec {F}}={\begin{pmatrix}F_{x}\\F_{y}\\F_{z}\end{pmatrix}}}
- Um beispielsweise die Gewichtskraft {\displaystyle {\vec {F}}_{\mathrm {G} }} zu beschreiben, mit der ein Körper der Masse {\displaystyle m} von der Erde angezogen wird, kann ein Koordinatensystem mit vertikaler {\displaystyle z}-Achse gewählt werden:

{\displaystyle {\vec {F}}_{\mathrm {G} }={\begin{pmatrix}\ 0\ \\\ 0\ \\-mg\end{pmatrix}}}
Der Körper wird (mit der Erdbeschleunigung {\displaystyle g}) nach unten beschleunigt, deshalb ist die z-Komponente negativ.
Kräfte können grafisch durch Pfeile veranschaulicht werden, die am Angriffspunkt der Kraft ansetzen und die Kraftrichtung anzeigen. Die Länge des Pfeils vom Anfangspunkt bis zur Pfeilspitze steht maßstäblich für den Betrag der Kraft.

### Angriffspunkt und Wirklinie
Neben Betrag und Richtung des Kraftvektors bestimmt auch sein Angriffspunkt die Kraftwirkung. Bei starren Körpern darf der Angriffspunkt in Richtung oder Gegenrichtung des Kraftvektors verschoben werden, ohne dass sich die Kraftwirkung ändert. Die wirkungsgleichen Angriffspunkte bilden die Wirklinie. Seilkräfte wirken beispielsweise immer in Richtung des Seils (und zwar in Zugrichtung) und haben (bei statischen Systemen oder genügend langsamen Vorgängen) dieselbe Wirkung unabhängig davon, wie lang das Seil ist. Bei Oberflächen- und Volumenkräften ist die Wirklinie und damit der Angriffspunkt oftmals nicht offensichtlich. Beispielsweise greifen bei einem schwebenden Ballon vereinfacht gesagt die Gewichtskraft im Schwerpunkt an, die Auftriebskraft jedoch im sogenannten Formschwerpunkt, weswegen hier die Wirklinien der beiden Kräfte im Allgemeinen nicht zusammenfallen. Es wirkt so lange ein aufrichtendes Moment auf den Ballon, bis sich sein Schwerpunkt senkrecht unter seinem Formschwerpunkt befindet. Auch dann haben beide Kräfte noch verschiedene Angriffspunkte, liegen jedoch auf einer Wirklinie, sodass sie sich gegenseitig kompensieren können. Darauf beruht die stabile Fluglage von Ballons.

### Superpositionsprinzip

Zerlegung der Gewichtskraft in die Komponenten (Hangabtriebskraft) und (Gegenkraft zur Normalkraft)

Das Superpositionsprinzip der Mechanik, das in Newtons Werk auch als „lex Quarta“ bezeichnet wird, besagt: Wirken auf einen Punkt (oder einen starren Körper) mehrere Kräfte {\displaystyle {\vec {F_{1}}},{\vec {F_{2}}},\dotsc ,{\vec {F_{n}}}}, so addieren sich diese vektoriell zu einer resultierenden Kraft {\displaystyle {\vec {F_{\mathrm {res} }}}={\vec {F_{1}}}+{\vec {F_{2}}}+\dotsb +{\vec {F_{n}}}.} Das heißt, {\displaystyle {\vec {F_{\mathrm {res} }}}} bewirkt dasselbe wie sämtliche Kräfte {\displaystyle {\vec {F_{1}}},{\vec {F_{2}}},\dotsc ,{\vec {F_{n}}}} gemeinsam.
- Wenn zwei am selben Angriffspunkt angreifende Kräfte {\displaystyle {\vec {F_{1}}}} und {\displaystyle {\vec {F_{2}}}} gleich groß, aber entgegengesetzt gerichtet sind, so ist die resultierende Kraft gleich Null. Man spricht dann auch von einem Kräftegleichgewicht.
- Zusammensetzung von Kräften (die im selben Punkt angreifen):
Wirken zwei Kräfte mit den Beträgen {\displaystyle F_{1}} und {\displaystyle F_{2}} in die gleiche Richtung, so addieren sich die Beträge zum Betrag {\displaystyle F} der Gesamtkraft, {\displaystyle F=F_{1}+F_{2}}.
Wirken zwei Kräfte mit den Beträgen {\displaystyle F_{1}} und {\displaystyle F_{2}} in entgegengesetzter Richtung, so resultiert der Betrag {\displaystyle F} der Gesamtkraft dadurch, dass sich der größere Kraftbetrag um den kleineren verringert. Die Richtung der Gesamtkraft stimmt mit der Richtung derjenigen Einzelkraft überein, die den größeren Betrag hat, {\displaystyle F=|F_{1}-F_{2}|}.
Wirken zwei Kräfte in unterschiedlicher Richtung, so ergeben sich Richtung und Betrag der Resultierenden zeichnerisch durch ein Kräfteparallelogramm. Die Kräfte {\displaystyle {\vec {F_{1}}}} und {\displaystyle {\vec {F_{2}}}} werden zu einem Parallelogramm ergänzt, die Parallelogramm–Diagonale entspricht der resultierenden Kraft. Die resultierende Kraft mehrerer Kräfte unterschiedlicher Richtung kann zeichnerisch mit einem Kräftepolygon oder rechnerisch als Summe von Vektoren bestimmt werden.
- Zerlegung von Kräften:
Während sich bei einer horizontalen Ebene die Gewichtskraft {\displaystyle {\vec {G}}} und die Normalkraft {\displaystyle {\vec {N}}} kompensieren, kann das im Fall der schiefen Ebene nicht geschehen. Die Normalkraft wirkt senkrecht zur Ebene nach oben und ist damit der Gewichtskraft nicht genau entgegengerichtet. Um angeben zu können, welcher Teil der Gewichtskraft nicht von der Normalkraft kompensiert wird und somit als Hangabtriebskraft den Körper die schiefe Ebene hinab beschleunigt, kann die Gewichtskraft in zwei Kräfte zerlegt werden. Die eine zeigt zweckmäßigerweise in die Gegenrichtung der Normalkraft (und wird von dieser kompensiert, {\displaystyle {\vec {F_{2}}}=-{\vec {N}}}), die zweite in Richtung der Ebene – diese stellt die Hangabtriebskraft {\displaystyle {\vec {F_{1}}}} dar. Über {\displaystyle {\vec {F_{1}}}=m\,{\vec {a}}} kann die Beschleunigung {\displaystyle {\vec {a}}} des Körpers berechnet werden.
Eine solche Zerlegung ist immer dann korrekt, wenn die Vektorsumme der Teilkräfte die ursprüngliche Kraft ergibt, hier muss also {\displaystyle {\vec {F_{1}}}+{\vec {F_{2}}}={\vec {G}}} gelten.

### Übertragung von Kräften
In Inertialsystemen gilt, dass eine Kraft, die auf einen Körper B einwirkt, von einem anderen Körper A ausgehen muss. Man sagt: Körper A übt auf Körper B eine Kraft aus. Das geschieht stets in der Weise, dass zugleich Körper B eine entgegengesetzte, betragsmäßig gleiche Kraft auf Körper A ausübt, die Gegenkraft. Kräfte treten somit als Kraft-Gegenkraft-Paare auf. In nicht-inertialen Systemen hingegen können Kräfte auftreten, die nicht von einem anderen Körper ausgehen (Trägheitskräfte, siehe unten).
Wenn der Vektor einer von A auf B ausgeübten Kraft von A nach B weist, handelt es sich um eine Schubkraft, bei der umgekehrten Richtung um eine Zugkraft. Steht der Kraftvektor quer zur Verbindungslinie, handelt es sich um eine Scherkraft.

## Krafteinheiten
Abhängig vom verwendeten Einheitensystem wird jeweils eine andere Maßeinheit für die Kraft verwendet. Statt solcher Einheiten wie Dyn, Kilopond, Pound-force oder Poundal wird im internationalen Einheitensystem (SI) das Newton [ˈnjuːtn̩] verwendet. Das Newton wurde im Jahre 1946 durch die Generalkonferenz für Maß und Gewicht im heutigen Sinn festgelegt als abgeleitete Einheit der Basiseinheiten Kilogramm (kg), Meter (m) und Sekunde (s):
{\displaystyle 1\,\mathrm {N} =1\,{\frac {\mathrm {kg} \cdot \mathrm {m} }{\mathrm {s} ^{2}}}}
und 1948 von ihr nach Isaac Newton benannt.
|       |              | Newton            | Dyn           | Kilopond      | Pound-force    | Poundal         |
| ----- | ------------ | ----------------- | ------------- | ------------- | -------------- | --------------- |
| 1 N   | ≡ 1 kg·m/s²  | —                 | 105 dyn       | ≈ 0,102 kp    | ≈ 0,225 lbf    | ≈ 7,233 pdl     |
| 1 dyn | ≡ 1 g·cm/s²  | 10−5 N            | —             | 1/980665 kp   | ≈ 1/444822 lbf | ≈ 1/13825,5 pdl |
| 1 kp  | ≡ gn · 1 kg  | 9,80665 N         | 980665 dyn    | —             | ≈ 2,205 lbf    | ≈ 70,932 pdl    |
| 1 lbf | ≡ gn · 1 lb  | 4,4482216152605 N | ≈ 444822 dyn  | 0,45359237 kp | —              | ≈ 32,174 pdl    |
| 1 pdl | ≡ 1 lb·ft/s2 | 0,138254954376 N  | ≈ 13825,5 dyn | ≈ 0,0141 kp   | ≈ 0,0311 lbf   | —               |

## Kraft in der klassischen Mechanik

### Kraft in den Newtonschen Gesetzen

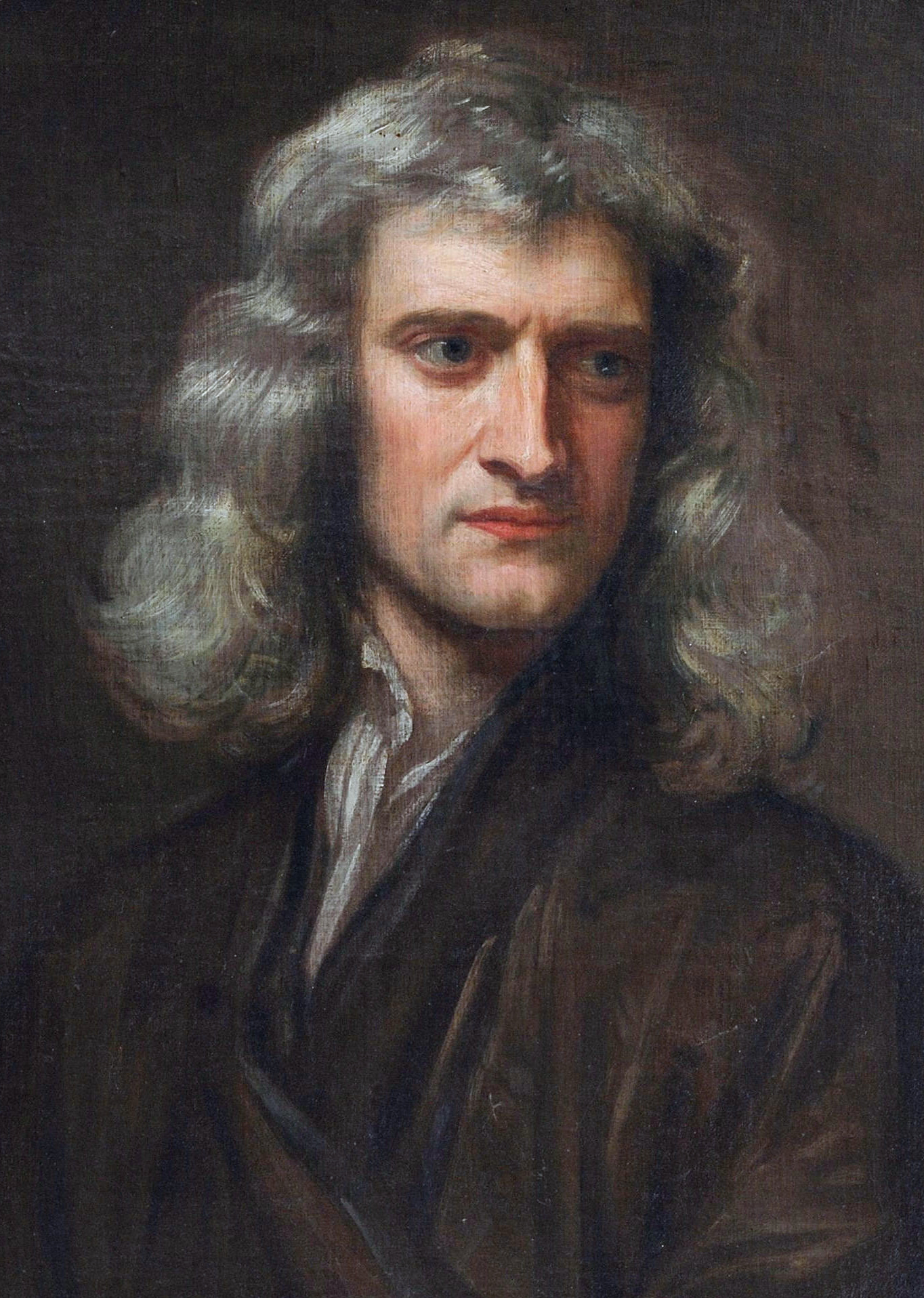
Sir Isaac Newton

Der newtonsche Kraftbegriff basiert auf folgendem Gedanken: Alle Einwirkungen auf einen Körper, die zu einer Änderung seines Bewegungszustands führen, sind Kräfte. Die Kraft beschreibt die Intensität und Richtung der Wechselwirkung zweier Körper, keine Eigenschaft eines Körpers. Bei einer kräftefreien Bewegung bzw. wenn ein Kräftegleichgewicht vorliegt, ändert sich folglich der Bewegungszustand eines Körpers nicht, er bewegt sich somit geradlinig mit konstanter Geschwindigkeit weiter oder er bleibt in Ruhe. Das ist der Inhalt des Trägheitsprinzips, wie es schon Galilei formulierte.
Das Aktionsprinzip verknüpft die Kraft {\displaystyle {\vec {F}}}, die auf einen freien Körper ausgeübt wird, mit der Änderung seines Impulses {\displaystyle {\vec {p}}}: In jedem infinitesimal kurzen Zeitraum {\displaystyle \mathrm {d} t} ändert sich der Impuls des Körpers um {\displaystyle \mathrm {d} {\vec {p}}} gemäß {\displaystyle \mathrm {d} {\vec {p}}={\vec {F}}\mathrm {d} t.} Der Impuls eines Körpers ist das Produkt seiner Masse {\displaystyle m} und der Geschwindigkeit {\displaystyle {\vec {v}}}; es gilt {\displaystyle {\vec {p}}=m{\vec {v}}.} Da die Masse des Körpers in den meisten Fällen praktisch konstant bleibt (Ausnahmen sind beispielsweise Raketen oder Körper bei relativistischen Geschwindigkeiten), schreibt man das zweite newtonsche Axiom meistens in der Form {\displaystyle {\vec {F}}=m{\tfrac {\mathrm {d} {\vec {v}}}{\mathrm {d} t}}=m{\vec {a}}}, wobei {\displaystyle {\vec {a}}} für die Beschleunigung des Körpers steht. Die Kraft auf den betrachteten Körper entspricht also dem Produkt aus seiner Masse und seiner Beschleunigung.
Als Konsequenz der Impulserhaltung folgt zudem das Reaktionsprinzip, wonach stets mit einer Kraft (actio) vom Körper A auf Körper B, also {\displaystyle {\vec {F}}_{A\to B}}, eine gleich große, aber genau entgegengesetzt gerichtete Kraft (reactio) von Körper B auf Körper A verbunden ist: {\displaystyle {\vec {F}}_{A\to B}=-{\vec {F}}_{B\to A}.} Die reactio ist dabei nicht nur eine Art passiver Widerstand, sondern eine Kraft, die aktiv am Wechselwirkungspartner angreift. Sie ist vom Kräftegleichgewicht zu unterscheiden, denn die Angriffspunkte von {\displaystyle {\vec {F}}_{A\to B}} und {\displaystyle {\vec {F}}_{B\to A}} sind verschieden, die beiden Kräfte können einander also nicht kompensieren.
In moderner Schreibweise würde die der newtonschen Intention entsprechende Fassung eher {\displaystyle \Delta {\vec {p}}\sim {\vec {F}}\cdot \Delta t} lauten. Die Verwendung des Wortes Kraft in Newtons Schriften ist nicht immer eindeutig. Kraft ist meist eher als Kraftstoß {\displaystyle {\vec {F}}\cdot \Delta t} zu deuten, der einen Zusatzimpuls {\displaystyle \Delta {\vec {p}}} bewirkt.

### Kräftegleichgewicht als Schlüsselbegriff der Statik
Wenn an einem Körper mehrere Kräfte {\displaystyle {\vec {F}}_{i}} angreifen, die sich gegenseitig aufheben, d. h., wenn für die Vektorsumme der Kräfte
{\displaystyle \sum _{i}{{\vec {F}}_{i}}={\vec {0}}}
gilt, dann spricht man vom Kräftegleichgewicht. Der betrachtete Körper ändert seinen Bewegungszustand nicht. Früher wurde diese Tatsache „erster Hauptsatz der Statik starrer Körper“ genannt. Bei den Kräften {\displaystyle {\vec {F}}_{i}} handelt es sich sowohl um die eingeprägten Kräfte, die durch Wechselwirkung mit anderen Körpern in der Umgebung entstehen, als auch um die inneren Kräfte, die zwischen Teilen des Körpers aufscheinen. Speziell Zwangskräfte treten auf, wenn Teile des Körpers geometrischen Bindungen unterliegen, die beispielsweise durch Stütz- und Haltekräfte eine Beschleunigung des Körpers verhindern.
Liegt für ein Kräftesystem zusätzlich zum Kräftegleichgewicht auch ein Momentengleichgewicht vor („zweiter Hauptsatz der Statik starrer Körper“), so spricht man insgesamt von einem mechanischen Gleichgewicht. Die Betrachtung eines derartigen Gleichgewichtszustandes bildet die Grundlage der Statik.
Um hier oder allgemeiner in der Technischen Mechanik Systeme (z. B. Tragwerke) einer Berechnung zugänglich zu machen, werden diese aus ihrer Umgebung frei geschnitten, indem alle ihre Wechselwirkungen mit der Umgebung durch Kräfte und Momente ersetzt werden. Bindungen zwischen den Körpern des Systems und zwischen dem System und seiner Umwelt, die nur geringe Formänderungen zulassen, werden als starre Bindungen idealisiert. Solche starren Bindungen sind in der Regel Gelenke zwischen den Körpern oder Lager. Die durch diese Bindungen bedingte mechanische Wechselwirkung der Körper wird durch Lagerreaktionen als Zwangskräfte repräsentiert. Von ruhenden Starrkörpern ausgeübte Zwangskräfte verrichten am System keine Arbeit, da keine resultierende Bewegung stattfindet.
- Beispiele für eingeprägte Kräfte mit vorgegebenem Verlauf: Gewichtskraft, Druck- und Zugkraft (z. B. Auflast und Windsog), Federkraft, Drehmoment
- Beispiele für aus den eingeprägten Kräften resultierende Zwangskräfte: Auflagerkraft, Haftkraft
- Beispiel für innere Kräfte: Gelenkkräfte, wenn der Körper über Gelenke verfügt, Schnittreaktionen

Das Prinzip der virtuellen Arbeit besagt, dass in der Statik die Summe der virtuellen (angenommenen) Arbeiten aller Kräfte null ergeben muss, was der „dritte Hauptsatz der Statik starrer Körper“ ist. Das d’Alembertsche Prinzip erweitert dieses Prinzip auf Systeme der klassischen Dynamik, die Zwangskräften unterworfen sind, und wird zum Aufstellen von Bewegungsgleichungen verwendet.

### Festigkeitslehre und Baustatik
In der Baustatik und Festigkeitslehre spielen Kräfte eine zentrale Rolle. Ziel ist hierbei beispielsweise zu ermitteln, ob ein betrachtetes Bauteil den vorliegenden Kräften standhalten kann.

#### Belastung
Von außen einwirkende Kräfte werden als Lasten auf das entsprechende Bauteil berücksichtigt. Hierbei können Kräfte nicht immer vereinfacht in Form von Punktlasten (Einzellasten) behandelt werden. Für räumlich verteilt wirkende Kräfte verwendet man stattdessen auf Raumdimensionen bezogene Größen. So wird z. B. bei Balken häufig eine über dessen Länge (Strecke) verteilte Kraft, also Streckenkraft bzw. Streckenlast berücksichtigt. Ebenso kann eine flächig verteilt wirkende Kraft als Flächenlast behandelt werden. Als volumenbezogene Last findet häufig die sogenannte Wichte Anwendung, mit welcher die Wirkung der Gewichtskraft beschrieben werden kann.

#### Beanspruchung und Tragfähigkeit
Lasten führen im Allgemeinen entsprechend dem o. g. Reaktionsprinzip zu inneren Kräften im Bauteil. Diese können in Form von Spannungen der Dimension Kraft pro Fläche ausgedrückt werden, welche üblicherweise als Maß für die Beanspruchung des Materials herangezogen werden. Durch den Vergleich mit Grenzspannungen, welche zum Bruch oder anderem Versagen führen, kann beispielsweise eine maximal durch das Bauteil aufnehmbare Kraft bestimmt werden (Tragfähigkeit). Außerdem werden in Abhängigkeit der Steifigkeit Verformungen des Bauteils hervorgerufen, welche ebenfalls eingeschätzt werden sollen.

### Volumenkräfte und Oberflächenkräfte
Vor allem in der technischen Mechanik unterscheidet man bei den äußeren Kraftgrößen zwischen Volumenkräften und Oberflächenkräften, die auf einen Körper wirken.

#### Unterschiede beim Freischneiden

Beim Schnittprinzip werden an der Schnittfläche Schnittkräfte frei.

Behandelt man ein komplexes Problem – wie die mechanischen Wechselwirkungen mehrerer Körper untereinander oder die mechanischen Wirkungen in miteinander verbundenen Körpern (z. B. starre oder deformierbare Körper) – so schneidet man ein relevantes Untersystem gedanklich von seiner Umgebung frei (Schnitt in Verbindungen oder in Körpern selbst). Nun ordnet man den einzelnen Stücken der Oberfläche des freigeschnittenen Teilsystems die Kräfte zu, mit denen an dieser Stelle das übrige System auf das Teilsystem einwirkt. Mit der entgegengesetzt gleichen Kraft wirkt dann auch das freigeschnittene Teilsystem auf das übrige System. Diese Kräfte heißen Oberflächenkräfte. Sie gehören zu den Kontaktkräften. In ihrer Stärke und Richtung sind sie abhängig von den vorher festgelegten Schnitten.
Volumenkräfte sind Nichtkontaktkräfte. Wie die Gravitationskraft oder der Magnetismus greifen sie am ganzen Volumen an, d. h. auch im Innern eines freigeschnittenen Körpers. Befindet sich beispielsweise ein homogener Klotz in einem homogenen Schwerefeld (näherungsweise ein kleiner Klotz nahe der Erdoberfläche), so wirkt die Volumenkraft {\displaystyle F_{\mathrm {g} }} auf ihn. Zerschneidet man diesen Klotz gedanklich in seiner Mitte, so wirkt dagegen auf jeden Teilklotz nur noch die Volumenkraft {\displaystyle F_{\mathrm {g} }/2} Bei der Ermittlung der Durchbiegung eines an seinen Enden gelagerten Balkens (s. o.) wird dieser quer in differentiell kleine Stücke (mit je auf sie wirkendem differentiell kleinem Anteil an der gesamten Volumenkraft) zerschnitten.

#### Schweben unter Wasser und Schwerelosigkeit im All
Beim Tauchen lässt sich ähnlich wie im Weltall ein Gefühl der Schwerelosigkeit erleben, wenn der Taucher sein Gewicht mit Ausgleichsgewichten an die Dichte des Wassers angepasst hat. Auf den Taucher wirkt, auch unter Wasser, die Schwerkraft als Volumenkraft. Das der Schwerelosigkeit ähnliche Gefühl stellt sich unter Wasser durch den Auftrieb ein – der hydrostatische Druck, der als Oberflächenkraft auf die Unterseite des Körpers wirkt, ist höher als der auf die Oberseite des Körpers wirkende Druck. Da nur die Volumenkraft, nicht aber die Oberflächenkraft auf das Gleichgewichtsorgan wirkt, kann man auch unter Wasser oben von unten unterscheiden.
Die Schwerelosigkeit im All, wo der Astronaut ebenfalls ohne Gewicht ist, kann man betrachten als Zustand, bei dem außer der Gravitation keine weitere Kraft wirkt, insbesondere also auch nicht die sonst von einer Unterlage ausgeübte Stützkraft. In diesem Fall funktioniert das Gleichgewichtsorgan nicht (die Folge ist häufig die sogenannte Raumkrankheit), der Raumfahrer kann sich bei geschlossenen Augen nicht orientieren.

### Kräfte mit nichtmechanischer Ursache
Einige zur Zeit Newtons noch als verschieden angesehene Kräfte entpuppten sich als Ausdrucksformen von elektromagnetischen Kräften im Inneren von Materie. Diese Kräfte machen sich bemerkbar
- als elektromotorische Kraft, die Elektronen durch einen Leiter treibt,
- in der Kompressibilität und Viskosität von Fluiden,
- bei der Reibung zwischen den Oberflächen verschiedener Körper,
- beim Widerstand, den ein Körper einer Verformung entgegensetzt (Federkraft, Kompressibilität, Schubmodul).

### Kraft und Determinismus

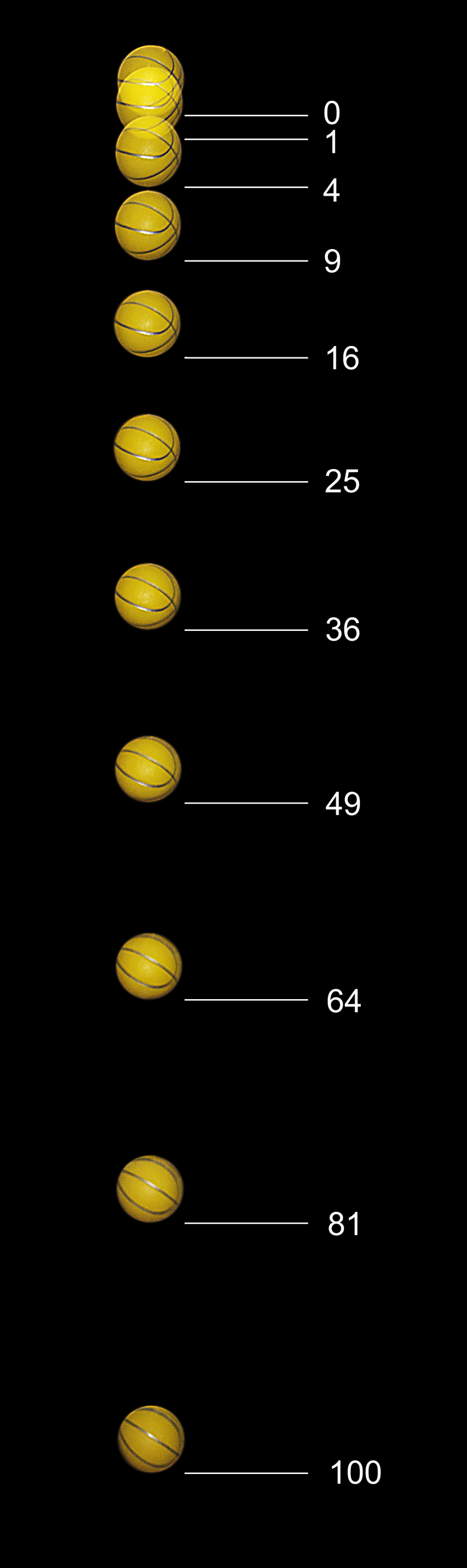
Quadratische Abhängigkeit der Fallstrecke von der Fallzeit: Man sieht einen frei fallenden Ball im Licht von elf Stroboskopblitzen, die ihn im Abstand von je 0,05 Sekunden beleuchtet haben. Während der ersten 0,05 Sekunden durchfällt der Ball eine Längeneinheit (hier ungefähr 12 mm); innerhalb von 0,10 Sekunden vier Längeneinheiten; innerhalb von 0,15 Sekunden dann neun Längeneinheiten und so weiter, bis er nach 0,50 Sekunden hundert Längeneinheiten zurückgelegt hat.

Mit Hilfe der newtonschen Gesetze ist es möglich, aus einer gegebenen Ausgangssituation und den wirkenden Kräften die zeitliche Entwicklung eines physikalischen Systems vorherzusagen. Dies trifft nicht nur für einzelne Versuche im Labor zu, sondern im Prinzip auch auf das Universum als Ganzes. Diese Folgerung trug im 18. Jahrhundert zur Verbreitung eines deterministischen Weltbildes bei. Demnach wären alle Ereignisse grundsätzlich vorbestimmt, wenn auch die für eine Vorhersage erforderlichen Rechnungen in der Regel nicht praktisch durchführbar sind. Anfang des 20. Jahrhunderts stellte sich jedoch heraus, dass die Formeln der klassischen Physik auf der Ebene der Atome nicht anwendbar sind. Das aus den Formeln gefolgerte deterministische Weltbild musste daher in seiner ursprünglichen Form verworfen werden.

### Zusammenhang von Kraft und Arbeit
Durch das Wirken einer Kraft kann sich die Energie eines Körpers verändern. Ein Beispiel ist die Spannenergie beim Expander. Die beim Verschieben des Angriffspunktes einer Kraft um eine gewisse Wegstrecke übertragene Energie nennt man auch Arbeit und bezeichnet sie dann oft mit {\displaystyle W}.
Will man eine bestimmte Arbeit mit geringerer Kraft leisten, so ist dies mit einem Kraftwandler möglich. Beispiele für Kraftwandler sind Flaschenzüge, Hebel oder Gangschaltungen. Jedoch verlängert sich der Weg, längs dem die Kraft ausgeübt werden muss. Wird beispielsweise durch Verwendung eines Kraftwandlers nur ein Viertel der ohne ihn erforderlichen Kraft benötigt, so ist dies mindestens mit einer Vervierfachung des Weges verbunden. Diese Konsequenz des Energieerhaltungssatzes ist in der Goldenen Regel der Mechanik beschrieben.
Wenn die Kraft konstant ist und in Richtung eines geradlinigen Weges der Länge {\displaystyle s} wirkt, dann wird die aufzuwendende Arbeit durch die Beziehung
{\displaystyle W=F\,s}
bestimmt. Falls die Kraft im Winkel {\displaystyle \alpha } schräg zur Strecke wirkt, lässt sich die Arbeit durch folgende Formel berechnen:
{\displaystyle W={\vec {F}}\cdot {\vec {s}}=|{\vec {F}}|\,|{\vec {s}}|\,\cos \alpha }
In obiger Gleichung ist {\displaystyle {\vec {s}}} der Vektor vom Startpunkt zum Endpunkt der Strecke. Insbesondere wird keine Arbeit geleistet, wenn die Kraft mit dem Weg einen rechten Winkel bildet: Das Tragen einer Last in der Ebene kann zwar mühsam sein, aber die Last nimmt dabei keine Energie auf.
Ganz allgemein ist die geleistete Arbeit das Kurvenintegral der Kraft entlang des zurückgelegten Wegs:
{\displaystyle W=\int _{{\vec {s}}_{1}}^{{\vec {s}}_{2}}{\vec {F}}({\vec {s}})\cdot \mathrm {d} {\vec {s}}}
Dabei sind {\displaystyle {\vec {s}}_{1}} und {\displaystyle {\vec {s}}_{2}} die Ortsvektoren des Start- und des Endpunkts des Wegs.

### Konservative und dissipative Kräfte
Wird der Expander, um beim obigen Beispiel zu bleiben, einseitig fixiert und das andere Ende im Raum bewegt, so ändern sich von Punkt zu Punkt systematisch Richtung und Betrag der Kraft. Sofern die Bewegungen langsam ausgeführt werden, sodass keine Schwingungen des Expanders angeregt werden, und unter Vernachlässigung innerer Reibung, ist die Kraft lediglich eine Funktion des Ortes (ein statisches Vektorfeld). Dabei entspricht jedem Ort ein bestimmter Spannungszustand des Expanders. Es kommt nicht darauf an, auf welchem Weg der Ort und der zugehörige Spannungszustand erreicht wurde. In solchen Fällen spricht man von einer konservativen Kraft. Arbeit, die gegen eine konservative Kraft verrichtet wurde, ist vom Weg unabhängig, sie hängt nur vom Anfangs- und Endpunkt ab. Insbesondere erhält man verrichtete Arbeit zurück, wenn man – auf demselben oder einem anderen Weg – den Ausgangspunkt wieder erreicht.
Der Wert des Wegintegrals einer konservativen Kraft von einem festen Bezugspunkt aus heißt potentielle Energie {\displaystyle E_{\mathrm {pot} }\,}, meist auch Potential, zur Unterscheidung siehe aber Potentiale und Potentialfelder im Hauptartikel. Oft ist es einfacher, von der potentiellen Energie ausgehend (in obigem Beispiel also von der im Expander gespeicherten Spannenergie) die Kraft {\displaystyle {\vec {F}}} als ihren negativen Gradienten
{\displaystyle {\vec {F}}({\vec {r}})=-\nabla E_{\mathrm {pot} }({\vec {r}})}
zu bestimmen, denn das Feld der potentiellen Energie ist nur ein Skalarfeld.
Dass an einem System geleistete Arbeit vollständig in potentielle Energie umgesetzt wird, ist in praktisch auftretenden Fällen nie erfüllt. Reibungskräfte müssen zusätzlich überwunden werden. Die gegen sie geleistete Arbeit wird in Wärme umgesetzt. Manchmal ist solche Dissipation erwünscht (Fallschirm, Fitnessgeräte, Motorbremse).

### Kraft im Kraftfeld
Gegen den Expander im obigen Beispiel muss das schmächtige Kerlchen dieselbe Kraft aufwenden wie der Schwergewichtler. In der Disziplin Treppensteigen arbeiten beide gegen ihre jeweilige Gewichtskraft {\displaystyle F_{\mathrm {G} }} und in der Erdumlaufbahn würden beide einträchtig nebeneinander schweben. Bei der Beschreibung von Bewegungen in Kraftfeldern, wie hier dem Erdschwerefeld, ist es oft nützlich, von jener Eigenschaft des Körpers, zu der die Kraft proportional ist, zu abstrahieren. Diese Eigenschaft (hier die Masse {\displaystyle m} des Sportlers) wird allgemein Ladung genannt. Die Abstraktion geschieht, indem das Vektorfeld der Kraft durch die Ladung geteilt wird. Das Resultat
{\displaystyle {\frac {{\vec {F}}_{\mathrm {G} }({\vec {r}})}{m}}={\vec {g}}({\vec {r}})}
wird Feldstärke genannt und beschreibt das Kraftfeld unabhängig von der Ladung des Probekörpers. Die Feldstärke g des Schwerefeldes wird auch Fallbeschleunigung genannt.
Das für konservative Kraftfelder existierende Skalarfeld der potentiellen Energie geteilt durch die Ladung ergibt das Potential des Kraftfeldes.

### Zusammenhang von Kraft und Drehmoment

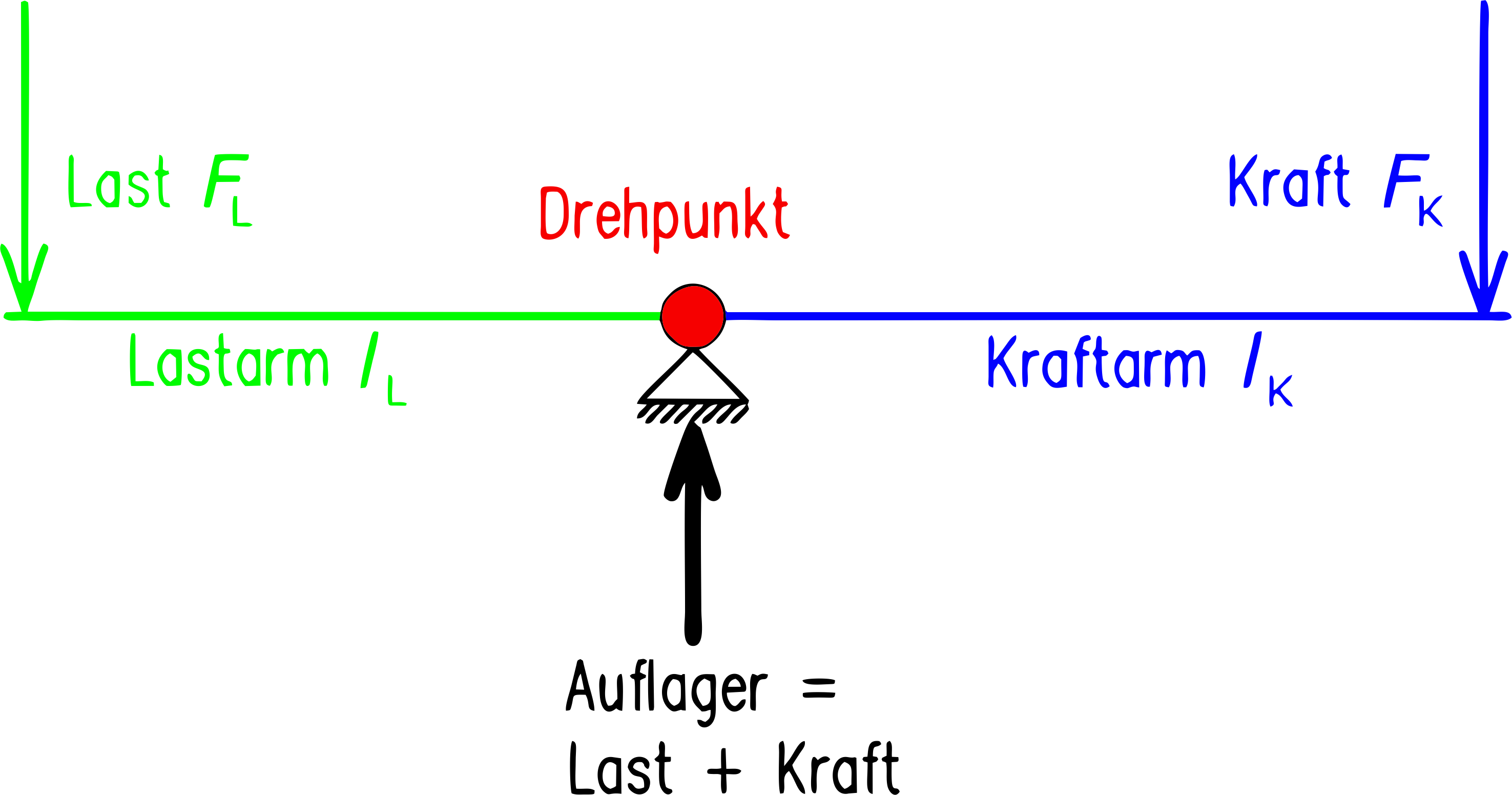
Hebelgesetz

Das Drehmoment {\displaystyle {\vec {M}}} kann als Drehwirkung der Kraft {\displaystyle {\vec {F}}} aufgefasst werden. Es ist das Kreuzprodukt von Kraftarm und Kraft:
{\displaystyle {\vec {M}}={\vec {r}}\times {\vec {F}}}
Dabei ist der Kraftarm {\displaystyle {\vec {r}}} der Ortsvektor vom Drehpunkt zum Punkt, an dem die Kraft angreift (Angriffspunkt). Das bedeutet, je größer der Abstand zwischen Drehpunkt und Angriffspunkt ist, desto größer ist das Drehmoment. Außerdem trägt nur die Komponente der Kraft zum Drehmoment bei, die senkrecht zur Strecke zwischen Drehpunkt und Angriffspunkt ist.
Drehmomente treten unter anderem bei der Zu- oder Abnahme der Drehzahl von drehbaren Körpern auf. Sie spielen dabei eine vergleichbare Rolle wie Kräfte bei der geradlinigen Bewegung. Analog zum Kräftegleichgewicht ist das Drehmomentengleichgewicht ein wichtiger Spezialfall.

### Zusammenhang von Kraft und Druck
Wenn eine Kraft auf eine Fläche wirkt, so ist der dadurch erzeugte Druck {\displaystyle p} der Betrag (die Vektorlänge) der auf dieser Fläche senkrechtstehenden Kraftkomponente {\displaystyle {\vec {F}}_{\perp }} pro Flächeninhalt {\displaystyle A}:
{\displaystyle p={\frac {|{\vec {F}}_{\perp }|}{A}}}
Der Druck ist eine intensive Zustandsgröße thermodynamischer Systeme und zudem eine lineare Feldgröße. Dieses Konzept ist eine Vereinfachung des allgemeinen Spannungstensors.
Die Druckspannung ist im Gegensatz zum Druck keine skalare Zustandsgröße.

### Trägheitskräfte bzw. Scheinkräfte
Der Wechsel zwischen aristotelischer und newtonscher Auffassung der Kraft macht sich auch in der Bezeichnung Scheinkraft (synonym dazu verwendet: Trägheitskraft) bemerkbar. Der Name Scheinkraft kann irreführend sein; diese Kräfte sind durchaus messbar und rufen reale Wirkungen hervor. Die Bezeichnung rührt daher, dass sie nur in beschleunigten Koordinatensystemen auftreten und von einem Inertialsystem aus betrachtet nicht existieren. Ein geeigneter außenstehender Beobachter erklärt die Wirkungen einfach durch die Anwendung des Trägheitsprinzips ohne weitere Kräfte.
Ein anderer Zugang zum Begriff der Trägheitskraft ist mit dem d’Alembertschen Prinzip verbunden: Es wandelt – vereinfacht gesagt – das dynamische Problem des sich bewegenden Körpers durch die Einführung einer d’Alembertschen Trägheitskraft {\displaystyle {\vec {F}}_{T}=-m\,{\vec {a}}} in ein statisches Problem um. Die technische Mechanik, in der das Prinzip sehr erfolgreich angewendet wird, spricht von einem dynamischen Gleichgewicht. Während manche Fachbücher diese d’Alembertsche Trägheitskraft als Gegenkraft im Sinne des Wechselwirkungsprinzips bezeichnen, sehen andere Fachbuchautoren sie in Widerspruch zum Wechselwirkungsprinzip, da zu ihr keine Gegenkraft existiert. Die Bezeichnung Scheinkraft wird auch damit begründet, dass die Trägheitskraft der Definition von Newton, was unter einer wirkenden Kraft zu verstehen ist, nicht genüge.
- Wenn ein Auto durch eine Kraft {\displaystyle {\vec {F}}} abgebremst wird (Extremfall: Frontalaufprall), so wirkt diese Kraft nicht direkt auf den Fahrer. Gemäß dem Trägheitsprinzip wird sich der Fahrer also mit gleichbleibender Geschwindigkeit geradeaus bewegen, während das Auto sich verlangsamt. Aus seiner Sicht wirkt nun eine nach vorn gerichtete Trägheitskraft, die ihn in Richtung der Windschutzscheibe befördert. Erst durch die Rückhaltesysteme (Sicherheitsgurt und Airbag) werden Zwangskräfte auf den Fahrer ausgeübt, die ihn ebenfalls verlangsamen.
- Der Sitz eines Kettenkarussells würde sich ohne Kraftwirkung durch die Kette geradeaus fortbewegen, nur durch die zum Mittelpunkt der durchlaufenen Kreisbahn gerichtete Zentripetalkraft kommt die Kreisbewegung zustande. Ein Mensch auf dem Sitz verspürt die Zentrifugalkraft (Fliehkraft) als Trägheitskraft.

- Weitere Beispiele für Trägheitskräfte sind
  - die Corioliskraft
  - die Massenkräfte im Motorenbau
  - die Gravitation, betrachtet im Rahmen der allgemeinen Relativitätstheorie, siehe Gravitationskraft als Trägheitskraft

## Kraft in der Relativitätstheorie
Die spezielle Relativitätstheorie tritt an die Stelle der dynamischen Gesetze der klassischen Mechanik, wenn die betrachteten Geschwindigkeiten gegenüber der Lichtgeschwindigkeit nicht mehr vernachlässigbar sind. In der speziellen Relativitätstheorie muss der Impuls zum relativistischen Impuls verallgemeinert werden, die Kraft bleibt dann weiter aus {\displaystyle {\vec {F}}={\tfrac {\mathrm {d} {\vec {p}}}{\mathrm {d} t}}} berechenbar, aber der Impuls lässt sich nicht mehr durch die Beziehung {\displaystyle {\vec {p}}=m\cdot {\vec {v}}} berechnen. An die Stelle der newtonschen Beziehung Kraft = Masse mal Beschleunigung, {\displaystyle {\vec {F}}=m\cdot {\vec {a}}}, tritt die Gleichung
{\displaystyle {\vec {F}}={\frac {\mathrm {d} }{\mathrm {d} t}}{\frac {m\cdot {\vec {v}}}{\sqrt {1-{\frac {v^{2}}{c^{2}}}}}}.}
Die Kraft wird ferner zur Minkowskikraft (Viererkraft) erweitert, die meist als {\displaystyle K^{\mu }} geschrieben wird und aus dem Viererimpuls berechnet werden kann über {\displaystyle K^{\mu }={\tfrac {\mathrm {d} p^{\mu }}{\mathrm {d} \tau }}=\gamma {\tfrac {\mathrm {d} p^{\mu }}{\mathrm {d} t}}} mit der Eigenzeit {\displaystyle \tau } und dem Lorentzfaktor
{\displaystyle \gamma ={\frac {1}{\sqrt {1-{\frac {v^{2}}{c^{2}}}}}}.}
Diese Gleichung, die Bewegungsgleichung der speziellen Relativitätstheorie für den Viererimpuls, beschreibt beschleunigte Bewegungen in einem Inertialsystem. Zwischen {\displaystyle {\vec {F}}} und {\displaystyle {\vec {K}}} besteht der Zusammenhang {\displaystyle {\vec {F}}={\sqrt {1-{\frac {{\vec {v}}^{2}}{c^{2}}}}}\,{\vec {K}},} wobei {\displaystyle {\vec {K}}=(K^{1},K^{2},K^{3})} der räumliche Teil der Viererkraft {\displaystyle K^{\mu }} ist; der neu hinzukommende zeitliche Teil beschreibt eine Energieänderung, genauer: {\displaystyle {\tfrac {\mathrm {d} {\tfrac {E}{c}}}{\mathrm {d} \tau }}} (siehe Viererimpuls), sodass man auch vom Kraft-Leistung-Vierervektor spricht.
Die allgemeine Relativitätstheorie stellt eine Erweiterung der newtonschen Gravitationstheorie dar; sie enthält diese als Grenzfall für hinreichend kleine Massendichten und Geschwindigkeiten. Ihre Grundlagen wurden maßgeblich von Albert Einstein zu Beginn des 20. Jahrhunderts entwickelt, sie beschreibt allgemein die Wechselwirkung zwischen Materie (einschließlich Feldern) einerseits und Raum und Zeit andererseits.
Die Gravitationskraft wird in der allgemeinen Relativitätstheorie als geometrische Eigenschaft der gekrümmten vierdimensionalen Raumzeit verstanden: Energie, Impuls und Druck der Materie beeinflussen die Geometrie der Raumzeit, in der sie sich befinden. Dieser Einfluss lässt sich durch den Begriff der Raumzeitkrümmung beschreiben. Die räumlichen und zeitlichen Koordinaten werden als gleichberechtigt betrachtet, alle Änderungen werden nur mehr als geometrisches Problem behandelt. Materie, auf die eine Gravitationskraft ausgeübt wird, bewegt sich in der Raumzeit entlang einer Geodäte, also so, wie es im naiven Sinn mit geradeaus gemeint ist. Die Gerade als Modell für die Geradeausbewegung des freien Körpers gibt es nur in ungekrümmten (also gravitationsfreien) Räumen.
Physikalisch entspricht die Bewegung entlang einer Geodäte dem freien Fall. Ein Großteil der Schwerkraft wird somit darauf zurückgeführt, dass der Erdboden durch die gegenseitige Abstoßung der Atome, aus denen die Erde besteht, relativ zu einem frei fallenden Gegenstand nach oben beschleunigt wird. Das entspricht in etwa der Erfahrung beim Abbremsen eines nach unten fahrenden Fahrstuhls. Abgesehen von Gezeitenkräften verspürt ein Mensch auf dem Erdboden also fast die gleiche Kraft, als würde er in einer gleichmäßig beschleunigten Rakete stehen. Diese Gezeitenkräfte, die in jedem Gravitationsfeld herrschen, zeigen sich bei einem ausgedehnten Objekt als Verformungskräfte. Im Gravitationsfeld eines kugelförmigen Körpers (wie der Erde) ziehen die Gezeitenkräfte das Objekt in Fallrichtung in die Länge und schieben es senkrecht zur Fallrichtung zusammen. Gezeitenkräfte folgen direkt aus der Raumzeitkrümmung und sind besonders stark bei sehr massereichen Objekten wie einem Schwarzen Loch.

## Kraft in der Quantenmechanik
Bei der Wechselwirkung kleinster Teilchen liefern Experimente Ergebnisse, die der klassischen Mechanik widersprechen. Insbesondere sind bestimmte Größen quantisiert, das heißt, sie treten nur in bestimmten Portionen auf – den sogenannten Quanten. Während die Kraft selbst nicht quantisiert ist, können Kräfte eine Quantelung der möglichen Teilchenenergien bewirken.
In der Quantenmechanik werden in der Regel Kräfte nicht explizit betrachtet. Die von Kräften verursachten Phänomene werden – analog zur klassischen Mechanik – durch das Potential beschrieben.
Es gibt quantenmechanische Effekte, die sich wie eine Kraft bemerkbar machen, aber nicht auf eine der Grundkräfte zurückzuführen sind. Beispiele sind das Pauli-Prinzip und die Austauschwechselwirkung.

## Kraft in den Quantenfeldtheorien
Ab 1927 wurde versucht, die Quantisierung nicht nur auf die ursprünglichen Objekte der Quantenmechanik, die Partikel, sondern auch auf Felder (z. B. das elektrische Feld) anzuwenden, woraus die Quantenfeldtheorien entstanden; man spricht auch von der zweiten Quantisierung. Die Quantisierung der Felder wird auch im Bereich der Festkörperphysik und in anderen Vielteilchentheorien angewandt.
In der Quantenfeldtheorie werden alle Kräfte auf den Austausch von virtuellen Bosonen zurückgeführt, diese Wechselwirkungsteilchen zu jeder Grundkraft sind sozusagen einzelne Kraftteilchen oder auch Kraftträger.
Konkrete Quantenfeldtheorien sind die Quantenelektrodynamik (diese beschreibt Elektronen, Positronen und das elektromagnetische Feld) und die Quantenchromodynamik (diese beschreibt die starke Kernkraft, also unter anderem den inneren Aufbau der Protonen und Neutronen). Außerdem wurde die schwache Kernkraft mit der Quantenelektrodynamik zur Theorie der elektroschwachen Wechselwirkung zusammengeführt. Das elektroschwache Modell bildet mit der Quantenchromodynamik das sogenannte Standardmodell der Elementarteilchenphysik. Es enthält alle bekannten Teilchen und kann die meisten bekannten Vorgänge erklären. Im Standardmodell fungieren Eichbosonen als Kraftteilchen zur Vermittlung von Wechselwirkungen, die Gravitationskraft ist jedoch nicht enthalten. Auch hier werden solche Wechselwirkungsteilchen angenommen, genannt Gravitonen.

## Vereinheitlichung der Grundkräfte
In der heutigen Physik werden meist vier Grundkräfte bzw. Wechselwirkungen unterschieden. Sortiert nach zunehmender relativer Stärke – als Maß dafür dient üblicherweise die Kopplungskonstante – sind das:
- Gravitationskraft
- Schwache Kernkraft
- Elektromagnetische Kraft
- Starke Kernkraft

Eines der Ziele der Physik ist es, in einer großen vereinheitlichten Theorie alle Grundkräfte oder Wechselwirkungen in einem vereinheitlichten Gesamtkonzept zu beschreiben, wie in der Tabelle dargestellt. Dazu nimmt man an, dass diese Grundkräfte zum Zeitpunkt des Urknalls eine einzige Kraft waren, die sich infolge der Abkühlung in die einzelnen Kräfte aufspaltete.
| Fundamentale Wechselwirkungen und ihre Beschreibungen (Theorien in frühem Stadium der Entwicklung sind grau hinterlegt.) |                                       |                                                 |                                   |                         |                                |
| | Starke Wechselwirkung                 | Elektromagnetische Wechselwirkung               | Elektromagnetische Wechselwirkung | Schwache Wechselwirkung | Gravitation                    |
| klassisch |                                       | Elektrostatik                                   | Magnetostatik                     |                         | Newtonsches Gravitationsgesetz |
| klassisch | Elektrodynamik                        | Elektrodynamik                                  | Allgemeine Relativitätstheorie    |                         |                                |
| quanten- theoretisch | Quantenchromodynamik (Standardmodell) | Quantenelektrodynamik                           | Quantenelektrodynamik             | Fermi-Theorie           | Quantengravitation (?)         |
| quanten- theoretisch | Quantenchromodynamik (Standardmodell) | Elektroschwache Wechselwirkung (Standardmodell) |                                   |                         | Quantengravitation (?)         |
| quanten- theoretisch | Große vereinheitlichte Theorie (?)    |                                                 |                                   |                         | Quantengravitation (?)         |
| quanten- theoretisch | Weltformel („Theorie von Allem“) (?)  |                                                 |                                   |                         |                                |

Auf diesem Weg gab es bereits Erfolge, zunächst bei der Zusammenfassung der elektrischen Wechselwirkung und der magnetischen Wechselwirkung zur elektromagnetischen Wechselwirkung durch die Elektrodynamik von James Clerk Maxwell. Die Wechselwirkungen zwischen elektrischen und magnetischen Feldern lassen sich auf andere Weise auch relativistisch erklären.
Ebenso ist es bereits gelungen, die elektromagnetische Wechselwirkung und die schwache Wechselwirkung in der Quantenfeldtheorie der elektroschwachen Wechselwirkung vereinheitlicht zu beschreiben.

## Statische Kraft und dynamische Kraft
In der Technischen Mechanik unterscheidet man zwischen statischen und dynamischen (bzw. harmonischen) Kräften. Statische Kräfte sind diejenigen, die zeitlich unverändert wirken, dynamische Kräfte sind zeitlich veränderliche Kräfte. Bei sehr langsamer zeitlicher Veränderung spricht man von quasistatischen Kräften.
In Biomechanik und Sportmedizin ist die statische Kraft diejenige Kraft, die ein Muskel oder eine Muskelgruppe willkürlich gegen einen fixierten Widerstand ausüben kann. Die dynamische Kraft „ist die willkürlich ausgeübte Bewegung einer Masse innerhalb eines programmierten Vorgangs“, ein Beispiel ist die Schnellkraft.